# 保罗·科斯特洛
保罗·科斯特洛（英語：Paul Costello，1894年12月27日—1986年4月17日），美国男子赛艇运动员。他曾代表美国参加1920年、1924年和1928年夏季奥林匹克运动会赛艇比赛，获得三枚金牌，均来自于男子双人双桨项目。